# Palina Seranosava
Palina Alehaŭna Seranosava (in bielorusso Паліна Алегаўна Сераносава?, in russo Полина Олеговна Сероносова?, Polina Olegovna Seronosova; Njuchča, 22 gennaio 1993) è una fondista russa naturalizzata bielorussa nel 2016.
Nelle liste FIS è registrata come Polina Seronosova.

## Biografia
Attiva in gare FIS dal novembre del 2009, la Seranosava ha esordito in Coppa del Mondo il 10 dicembre 2016 a Davos (59ª), ai Campionati mondiali a Lahti 2017, dove è stata 52ª nella 10 km, 41ª nella sprint, 11ª nella sprint a squadre e non ha completato la 30 km, e ai Giochi olimpici invernali a Pyeongchang 2018, dove si è classificata 48ª nella 10 km, 40ª nella 30 km, 41ª nella sprint, 46ª nello skiathlon, 16ª nella sprint a squadre e 14ª nella staffetta. Ai Mondiali di Seefeld in Tirol 2019 è stata 18ª nella 10 km, 30ª nella 30 km, 48ª nella sprint, 26ª nello skiathlon e 9ª nella sprint a squadre.

## Palmarès

### Coppa del Mondo
- Miglior piazzamento in classifica generale: 91ª nel 2018